# Croce al merito dell'Esercito
La croce al merito dell'Esercito è una decorazione di merito della Repubblica Italiana.

## Storia
La medaglia venne istituita con legge n. 330 del 26 luglio 1974 con l'intento di "ricompensare il concorso particolarmente intelligente, ardito ed efficace ad imprese e studi di segnalata importanza, volti allo sviluppo ed al progresso dell'Esercito italiano, da cui siano derivati a quest'ultimo spiccato lustro e decoro".
La croce al merito dell'Esercito può essere concessa "alla memoria".

## Gradi
- oro
- argento
- bronzo

## Insegne
La  medaglia è costituita da una croce decussata d'oro, argento o bronzo a seconda della classe, avente in centro un tondo riportante sul diritto la corona turrita, mentre sul retro si trova la scritta "AL MERITO DELL'ESERCITO" incisa sulle due braccia orizzontali. Sotto la scritta, nel braccio verticale, si trova il monogramma della Repubblica Italiana: "R I".
Il  nastro è blu attorniato da una striscia gialla e una rossa per parte e con al centro una corona cittadina di materiale differente a seconda del grado (oro, argento). La medaglia di bronzo non riporta la corona turrita sul nastrino.